# كأس ملك إسبانيا 1932
كأس ملك إسبانيا 1932 (بالإسبانية: Copa del Presidente de la República de Fútbol 1932) هو الموسم 32 من كأس ملك إسبانيا. أشرف على تنظيمه الاتحاد الملكي الإسباني لكرة القدم، وكان عدد الأندية المشاركة فيه 28، وفاز فيه أتلتيك بيلباو.